# گرینزبرگ (ایندیانا)
گرینزبورگ، ایندیانا (به انگلیسی: Greensburg, Indiana) یک شهر در ایالات متحده آمریکا با جمعیت ۱۱٬۴۹۲ نفر است که در ایندیانا واقع شده‌است.

## موقعیت جغرافیایی
موقعیت جغرافیایی شهرها و مناطق اطراف به شرح زیر است: